# Autumn Leaves (Chris Brown)
Autumn Leaves è un brano musicale del cantante statunitense Chris Brown, in collaborazione con il rapper Kendrick Lamar, tratto dal suo sesto album in studio X.
Il brano è considerato dalla critica uno dei brani più sentimentali e vulnerabili dell'artista.

## Il brano
Autumn Leaves è un brano lento, di genere soul con influenze hip-hop, scritto da Brown e Lamar, e prodotto da B.A.M. e RoccStar, con una produzione profonda e con lievi influenze di musica orientale. Nel brano gli artisti parlano in maniera molto vulnerabile della fine di una relazione amorosa movimentata, e Lamar rappa il suo verso alternando toni calmi e aggressivi.
Brown ha affermato di aver voluto il rapper nel brano poiché, a detta del cantante, ogni suo verso è scritto con sostanza.

## Video musicale
Il video musicale del brano è stato pubblicato il 22 gennaio 2015. Il videoclip ha un tema samurai, ed è stato girato in una foresta pluviale lussureggiante alle Hawaii, in un ambiente circondato di fiori di ciliegio e statue di Buddha. Nel video appare Brown vestito da samurai, che camminando incontra e si incrocia con la sua amata, interpretata dalla ex-fidanzata del cantante, Karrueche Tran.

## Classifiche
| Classifica (2014-15)      | Posizione massima |
| ------------------------- | ----------------- |
| Regno Unito               | 143               |
| Stati Uniti               | 110               |
| Stati Uniti (R&B/hip-hop) | 38                |